# Allocapnia muskogee
Allocapnia muskogee is een steenvlieg uit de familie Capniidae. De wetenschappelijke naam van de soort is voor het eerst geldig gepubliceerd in 2008 door Grubbs & Sheldon.